# Егіз-Оба (водосховище)
Егі́з-Оба́ (крим. Egiz Oba) або Бахчисара́йське — водосховище на півдні від Бахчисарая, в басейні річки Кача.

## Опис
Розміщується у балці поряд з річкою Кача, яка живить водосховище. Наповнюється через канал прямокутного зрізу довжиною 5,5 км, пропускною здатністю 3,0 м³/с. Водовипускне спорудження у вигляді бетонного тунелю з скидним каналом довжиною 479 м. Параметри греблі: довжина 1081 м, ширина 7 м, висота 20,75 м
Площа водного дзеркала до 99,5 га, влітку може бути меншою через випаровування. Максимальна глибина 16,6 м.
Первісно використовувалось для зрошення та водопостачання, зараз тільки для сільськогосподарського зрошення.
Водосховище є зоною рибалки та рекреації, береги частково засаджені лісопосадками.

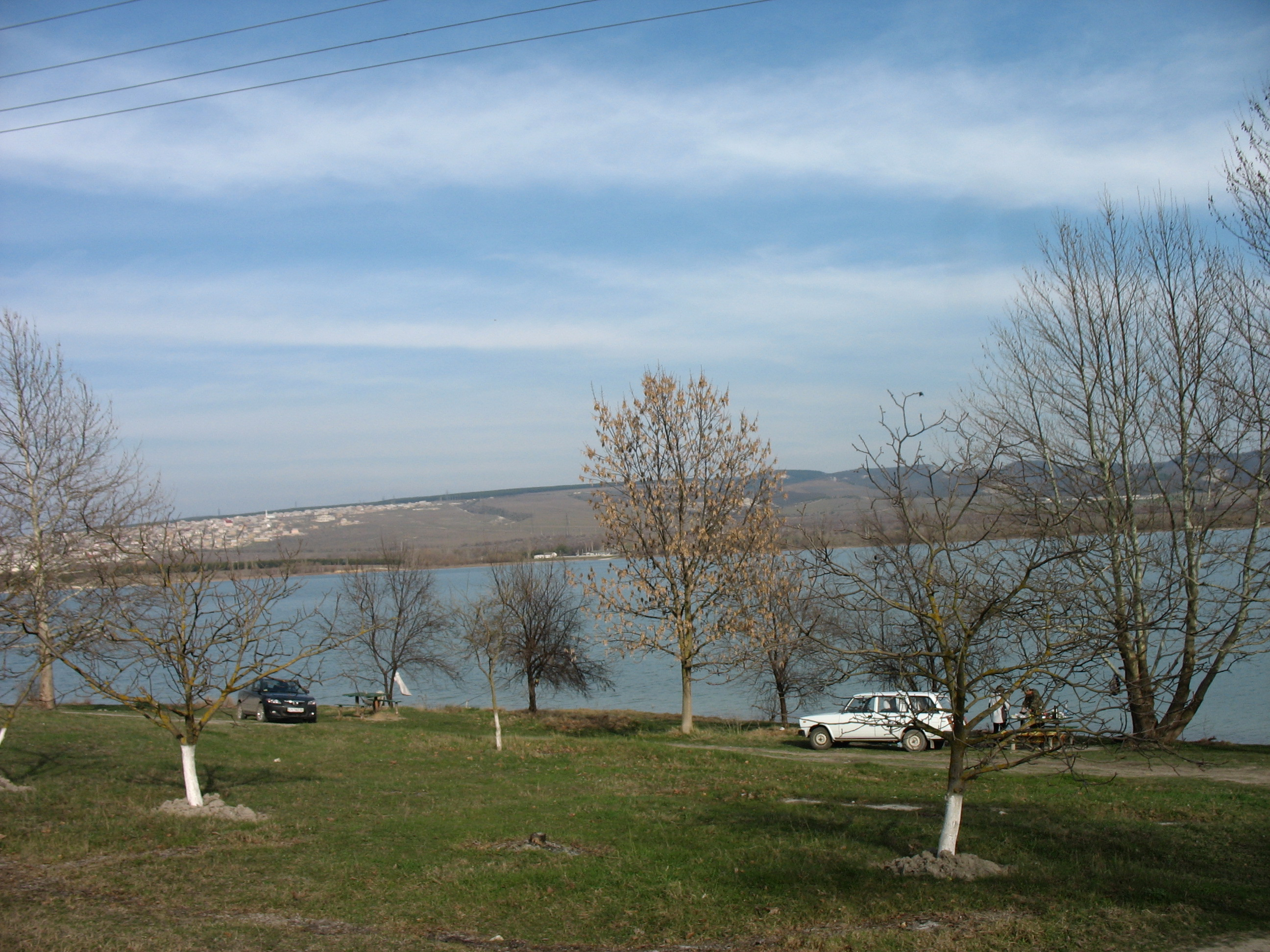
Берег водосховища у березні

## Історія
Водосховище створене на місці невеликого природного озера. Будівництво дамби розпочалось 1927 року, 1931 водосховище стало діючим, хоча будівництво остаточно завершилось 1935 року.

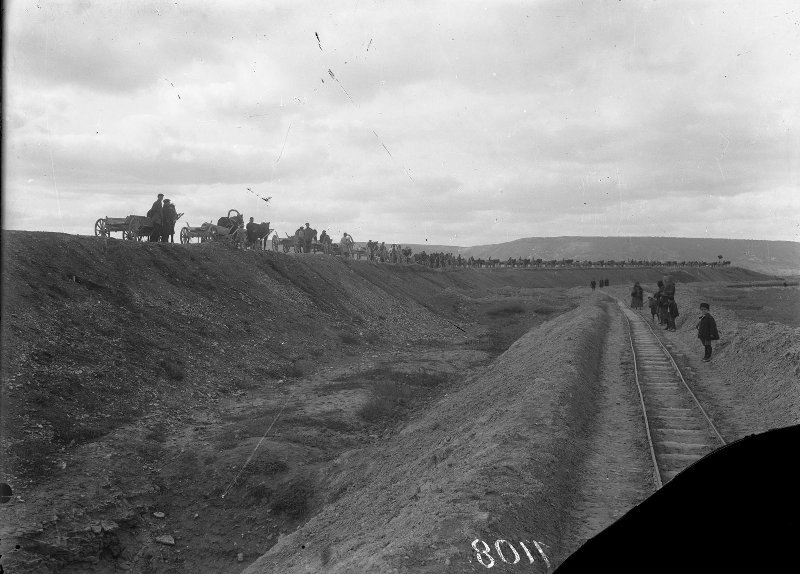
Будівництво водосховища, 1930

У 1941—1942 під час Другої світової війни поряд з водосховищем був облаштованим нацистський табір військовополонених Толлє, в пам'ять про це 1985 року споруджений монумент у формі птаха, який злітає з колючого дроту.
У 1982 році проведена реконструкція для збільшення обсягу водосховища.
Протягом грудня 2020 року можна було спостерігати катастрофічне обміління водосховища, що було викликано затяжною посухою.